# Молодіжна збірна Нідерландів з футболу
Молодіжна збірна Нідерландів з футболу (нід. Nederlands voetbalelftal onder 21) — представляє Нідерланди на міжнародних молодіжних турнірах з футболу. До збірної запрошуються гравці у віці 21 року та молодше.

## Виступи начемпіонатах Європидо 21 року
| Рік   | Раунд                   | І                       | В                       | Н                       | П                       | МЗ                      | МП                      |
| ----- | ----------------------- | ----------------------- | ----------------------- | ----------------------- | ----------------------- | ----------------------- | ----------------------- |
| 1978  | Не брали участі         | Не брали участі         | Не брали участі         | Не брали участі         | Не брали участі         | Не брали участі         | Не брали участі         |
| 1980  | Не пройшла кваліфікацію | Не пройшла кваліфікацію | Не пройшла кваліфікацію | Не пройшла кваліфікацію | Не пройшла кваліфікацію | Не пройшла кваліфікацію | Не пройшла кваліфікацію |
| 1982  | Не пройшла кваліфікацію | Не пройшла кваліфікацію | Не пройшла кваліфікацію | Не пройшла кваліфікацію | Не пройшла кваліфікацію | Не пройшла кваліфікацію | Не пройшла кваліфікацію |
| 1984  | Не пройшла кваліфікацію | Не пройшла кваліфікацію | Не пройшла кваліфікацію | Не пройшла кваліфікацію | Не пройшла кваліфікацію | Не пройшла кваліфікацію | Не пройшла кваліфікацію |
| 1986  | Не пройшла кваліфікацію | Не пройшла кваліфікацію | Не пройшла кваліфікацію | Не пройшла кваліфікацію | Не пройшла кваліфікацію | Не пройшла кваліфікацію | Не пройшла кваліфікацію |
| 1988  | Півфінал                | 4                       | 3                       | 0                       | 1                       | 5                       | 6                       |
| 1990  | Не пройшла кваліфікацію | Не пройшла кваліфікацію | Не пройшла кваліфікацію | Не пройшла кваліфікацію | Не пройшла кваліфікацію | Не пройшла кваліфікацію | Не пройшла кваліфікацію |
| 1992  | Чвертьфінал             | 2                       | 1                       | 0                       | 1                       | 2                       | 2                       |
| 1994  | Не пройшла кваліфікацію | Не пройшла кваліфікацію | Не пройшла кваліфікацію | Не пройшла кваліфікацію | Не пройшла кваліфікацію | Не пройшла кваліфікацію | Не пройшла кваліфікацію |
| 1996  | Не пройшла кваліфікацію | Не пройшла кваліфікацію | Не пройшла кваліфікацію | Не пройшла кваліфікацію | Не пройшла кваліфікацію | Не пройшла кваліфікацію | Не пройшла кваліфікацію |
| 1998  | Півфінал                | 2                       | 1                       | 0                       | 1                       | 2                       | 4                       |
| 2000  | Груповий раунд          | 3                       | 1                       | 0                       | 2                       | 3                       | 5                       |
| 2002  | Не пройшла кваліфікацію | Не пройшла кваліфікацію | Не пройшла кваліфікацію | Не пройшла кваліфікацію | Не пройшла кваліфікацію | Не пройшла кваліфікацію | Не пройшла кваліфікацію |
| 2004  | Не пройшла кваліфікацію | Не пройшла кваліфікацію | Не пройшла кваліфікацію | Не пройшла кваліфікацію | Не пройшла кваліфікацію | Не пройшла кваліфікацію | Не пройшла кваліфікацію |
| 2006  | Переможець              | 5                       | 2                       | 2                       | 1                       | 8                       | 5                       |
| 2007  | Переможець              | 5                       | 3                       | 2                       | 0                       | 10                      | 5                       |
| 2009  | Не пройшла кваліфікацію | Не пройшла кваліфікацію | Не пройшла кваліфікацію | Не пройшла кваліфікацію | Не пройшла кваліфікацію | Не пройшла кваліфікацію | Не пройшла кваліфікацію |
| 2011  | Не пройшла кваліфікацію | Не пройшла кваліфікацію | Не пройшла кваліфікацію | Не пройшла кваліфікацію | Не пройшла кваліфікацію | Не пройшла кваліфікацію | Не пройшла кваліфікацію |
| 2013  | Півфінал                | 4                       | 2                       | 0                       | 2                       | 8                       | 7                       |
| 2015  | Не пройшла кваліфікацію | Не пройшла кваліфікацію | Не пройшла кваліфікацію | Не пройшла кваліфікацію | Не пройшла кваліфікацію | Не пройшла кваліфікацію | Не пройшла кваліфікацію |
| 2017  | Не пройшла кваліфікацію | Не пройшла кваліфікацію | Не пройшла кваліфікацію | Не пройшла кваліфікацію | Не пройшла кваліфікацію | Не пройшла кваліфікацію | Не пройшла кваліфікацію |
| 2019  | Не пройшла кваліфікацію | Не пройшла кваліфікацію | Не пройшла кваліфікацію | Не пройшла кваліфікацію | Не пройшла кваліфікацію | Не пройшла кваліфікацію | Не пройшла кваліфікацію |
| 2021  | Півфінал                | 5                       | 2                       | 2                       | 1                       | 11                      | 6                       |
| 2023  | Груповий раунд          | 3                       | 0                       | 3                       | 0                       | 2                       | 2                       |
| 2025  | Півфінал                | 5                       | 2                       | 1                       | 2                       | 7                       | 6                       |
| Разом | 10/25                   | 38                      | 17                      | 10                      | 11                      | 56                      | 48                      |

## Досягнення
- Молодіжний чемпіонат Європи:
  -  Чемпіон (2): 2006, 2007
  -  3-є місце (2): 1976, 2021